# Monument a Colom
El Monument a Colom es troba a la plaça del Portal de la Pau de Barcelona, punt d'unió la Rambla i el port Vell, i està catalogat com a bé cultural d'interès local. És gestionat pel consorci Turisme de Barcelona.

## Història

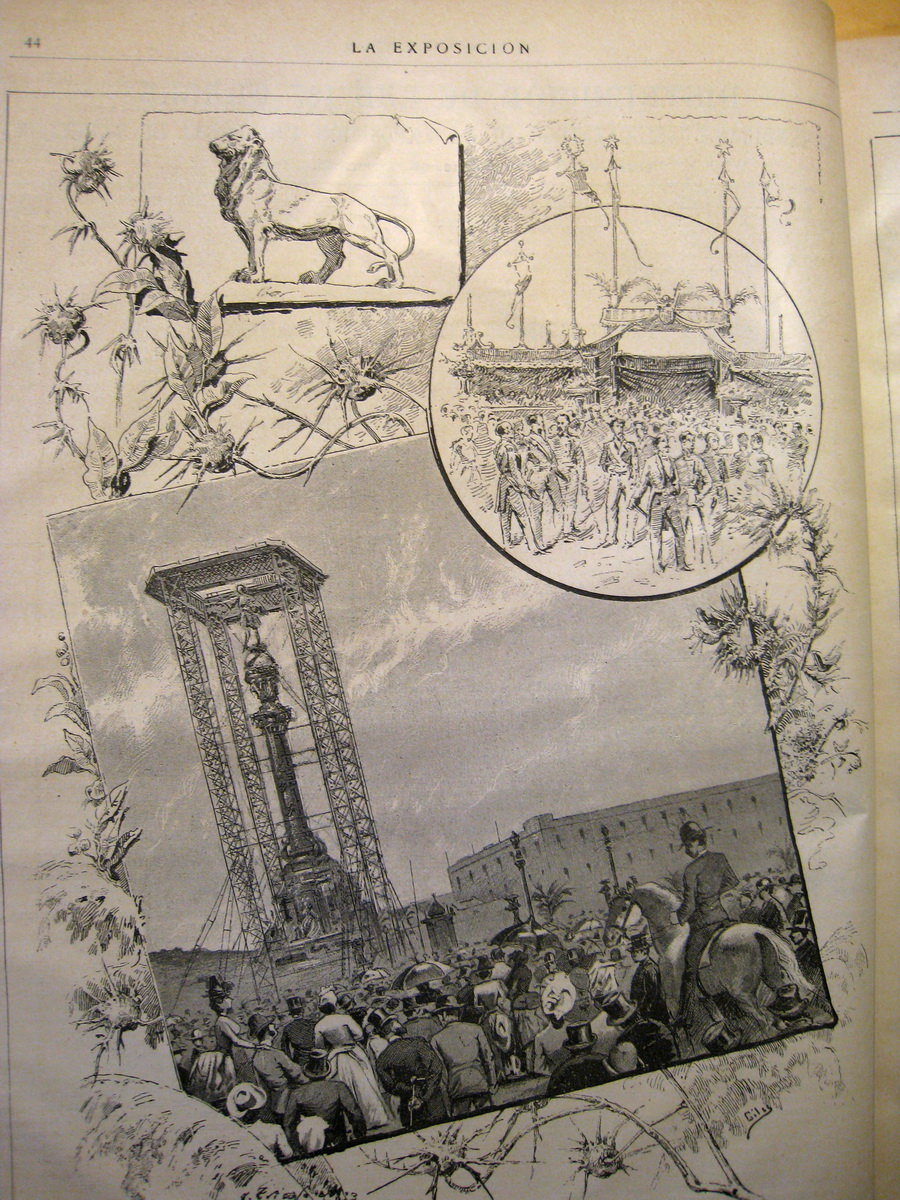
Gravat aparegut al diari oficial de l'Exposició amb motiu de la inauguració del monument a Colom

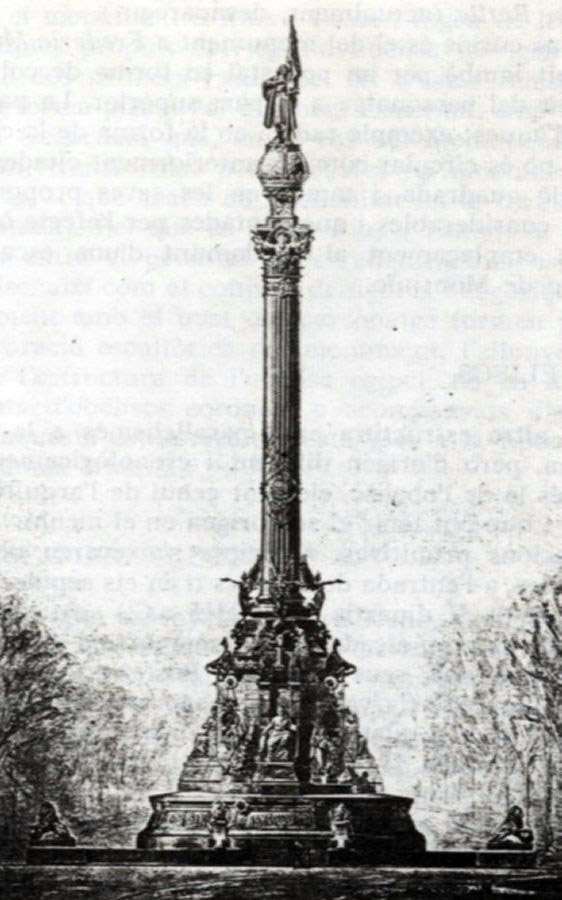
Esbós original de Buïgas, on s'hi aprecia el disseny inicial de l'estàtua amb una bandera i sense el braç alçat

Va ser construït per iniciativa de l'alcalde de Barcelona, Francesc Rius i Taulet, com a punt culminant de la urbanització de l'espai alliberat per l'enderrocament de la Muralla de Mar, amb motiu de l'Exposició Universal de Barcelona de 1888. El finançament del monument va causar una gran polèmica en el seu moment, ja que al principi es va obrir una subscripció popular perquè pogués ser construït gràcies a les donacions dels particulars, però més tard l'Ajuntament de Barcelona se'n va fer càrrec, vist que les aportacions de particulars eren insuficients, i el pressupost inicial, unes 300.000 pessetes, va ser àmpliament superat.
Tot i que va ser concebut per Gaietà Buïgas i Monravà, el conjunt escultòric es va adjudicar per concurs públic a diversos tallers i escultors. Així, Josep Llimona i Antoni Vilanova es van encarregar dels baixos relleus de la base; Rossend Nobas dels contraforts; Francesc Pastor del capitell; Pere Carbonell i Huguet de l'al·legoria de Catalunya, Josep Carcassó de la d'Aragó i els lleons heràldics, Josep Gamot la de Castella i la figura Lluís de Santàngel; Rafael Atché va realitzar l'al·legoria del Regne de Lleó i l'escultura de Colom; Manel Fuxà la figura del Pare Boy; Francesc Pagès i Serratosa la imatge de Jaume Ferrer de Blanes i finalment, Eduard Batiste i Alentorn la figura de Pere de Margarit. Els lleons de la bases són obra d'Agapit Vallmitjana i Abarca.
El 1887 s'hi va afegir vuit medallons de bronze dedicats a personatges relacionats amb la vida de Colom. S'hi representa Isabel la Catòlica (Antoni Vilanova), Ferran el Catòlic (Francesc Pagès i Serratosa), Martín Alonso Pinzón (Rossend Nobas), Vicente Yáñez Pinzón (Josep Llimona), Fra Antonio de Marchena (Pere Carbonell), Fra Juan Pérez (Eduard Batiste i Alentorn), Andrés Cabrera, marquès de Moya (Manel Fuxà), i finalment, Beatriz de Bobadilla, marquesa de Moya (Josep Carcassó).
L'estàtua de Colom, de 7 m d'altura i realitzada en ferro, va ser feta a la foneria Comas, situada al carrer del Tigre, que posteriorment es convertiria en la sala de ball La Paloma.
El monument va ser inaugurat l'1 de juny de 1888 i va obtenir la medalla d'or de l'Exposició Universal de Barcelona de 1888, tot convertint-se en una de les icones més característiques de la ciutat. Cal destacar també que els vuit relleus amb escenes de la vida de Colom localitzades en la base (obra d'Antoni Vilanova i de Josep Llimona) van desaparèixer poc després, tot estant substituïts per d'altres nou realitzats per Fuxà, Carbonell i Torres el 1929.

### Proposta d'eliminació
El 14 de juny de 2020, unes 250 persones van sortir al carrer per a demanar la retirada de l'estàtua, sense que es produïssin danys ni actes vandàlics. Aquestes convocatòries van ser rebutjades per l'Ajuntament de Barcelona. La Candidatura d'Unitat Popular (CUP) no va tenir èxit en els intents de retirar l'estàtua els anys 2016, 2018 i 2020. Les manifestacions continuen fent-se cada 12 d'octubre (Dia de la Hispanitat), que motiva més convocatòries de protesta on les comunitats migrants, afrodescendents i dels pobles originaris d'Amèrica guanyen protagonisme i conflueixen amb moviments com l'antifeixista i el feminista.

## Descripció
Consta d'un basament i tres cossos, el tercer dels quals és una columna rematada per una semiesfera i una estàtua del navegant. A l'interior hi ha un ascensor que permet de pujar fins a la semiesfera, des d'on hom pot atalaiar la ciutat. Els autors van dotar-lo d'una significació cronològica: el primer cos representa el pròleg i el darrer l'epíleg.
- Basament. Té 1 m d'alçada i és de secció circular, interrompuda per quatre escales de 6 m d'amplada, les quals donen accés a la plataforma situades en l'eix rectangular de la plaça (i del monument). Al costat de les escales se situen vuit lleons, sense altra transcendència descriptiva que la de donar prestància al conjunt.
- Primer cos. La secció és un cercle de 17 m de diàmetre en la part superior. En el sòcol, esculpits en baix relleu, es descriuen fets al voltant de la vida de Colom, intercalant-hi els escuts de les corones (estats) i províncies. Per tal de procurar que la suma d'aquest atorguin a l'espectador una visió general envers la història del descobriment i la vida de Colom. S'hi representen les següents escenes: Colom acompanyat del seu fill demanant pa i aigua a la porta del monestir de Santa María de la Rábida; Colom exposant el projecte als Frares de la Rábida, Fra Juan Perez i Fra Antonio de Marchena; Colom presentant el projecte als Reis Catòlics a Còrdova; Colom davant el consell defensant el projecte; entrevista de Colom amb els reis a Santa Fe, on en rep el suport; embarcament al port de Palos de la Frontera, el 3 d'agost de 1492; descobriment del Nou Món, i Colom a Barcelona, de retorn del viatge, amb els reis.
- Segon cos. El lema director és «la protecció facilità a Colom els mitjans per a dur a terme el seu projecte». La secció del segon cos és un octògon que té una alçada de 10,30 m fins on s'inicia la base de la columna i una amplada de 8 m. Quatre dels costats són contraforts que representen Aragó, Castella, Catalunya i Lleó, donant a entendre el suport que rebé Colom per part d'aquests quatre regnes; així mateix els quatre contraforts en conjunt formen una creu cristiana, que representa la fe de Colom. En els quatre contraforts hi ha les estàtues de quatre matrones, representades assegudes portant cada una escuts i emblemes que les diferencien. Al contrafort de la cara principal s'hi situa la que simbolitza Catalunya. En la part superior d'aquest hi ha un grup format per una caravel·la i dos grifs, a cada costat, que sostenen l'escut de Barcelona. Sobre aquest grup n'hi ha un altre de compost per una semiesfera sostinguda per tres ocellots i coronat per una figura alada. La semiesfera fa al·lusió a la nova part del món descoberta, el ocells representes les tres naus participants en la descoberta, mentre que la figura que remata el grup, i que també remata el segon cos, simbolitza la glòria de l'èxit obtingut.

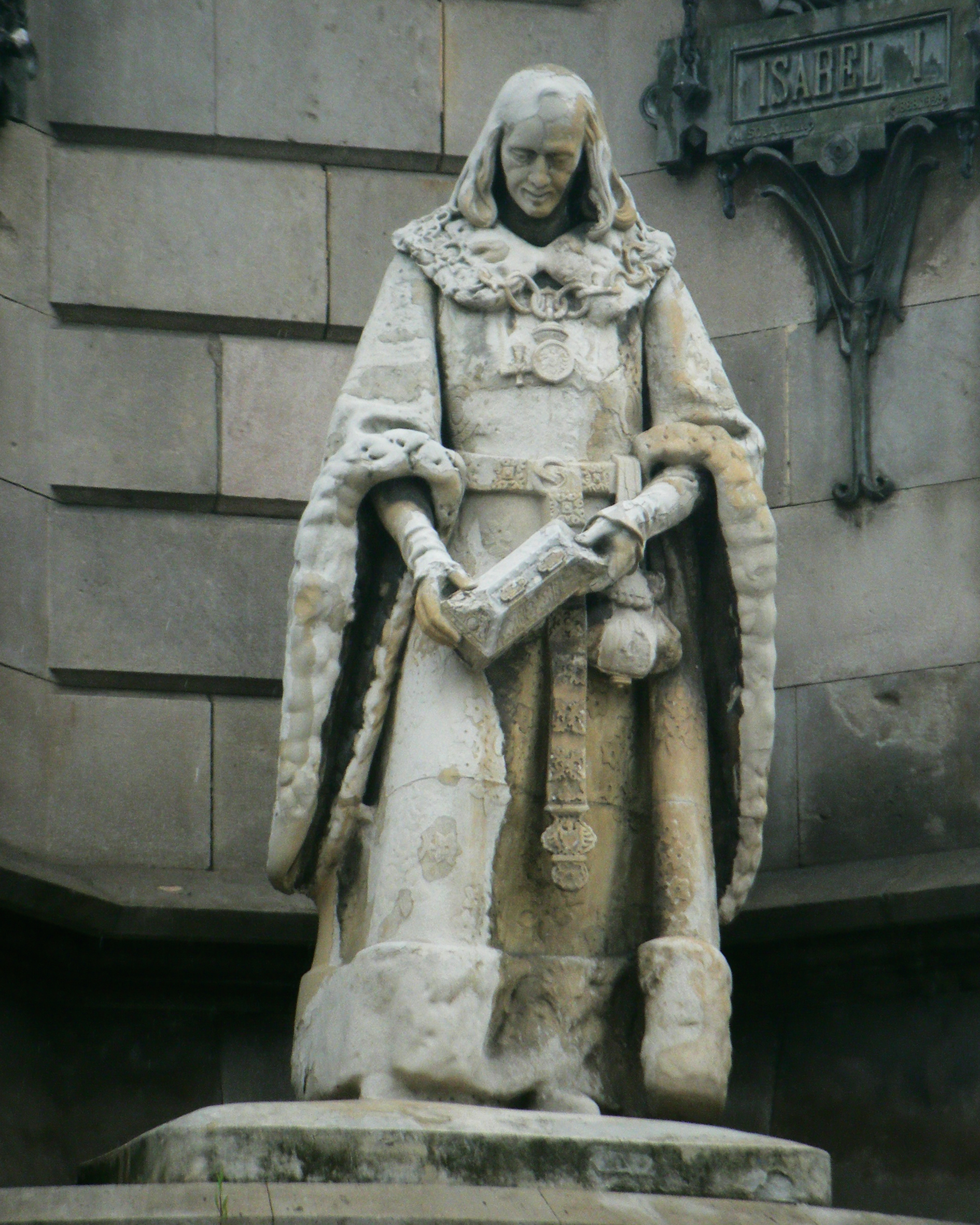
Lluis de Santàngel. Monument a Colom de Barcelona.
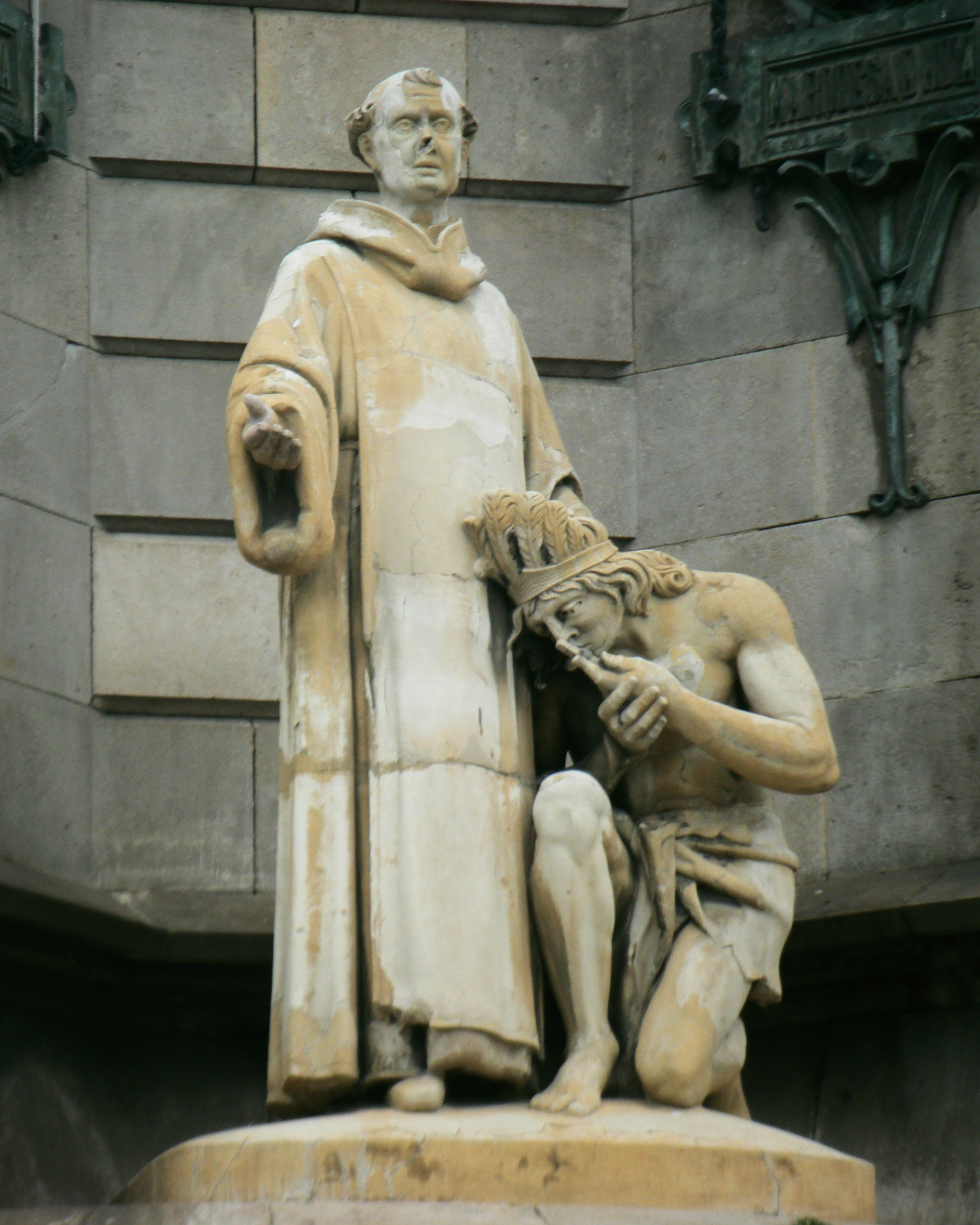
Fra Bernat Boïl. Monument a Colom de Barcelona.
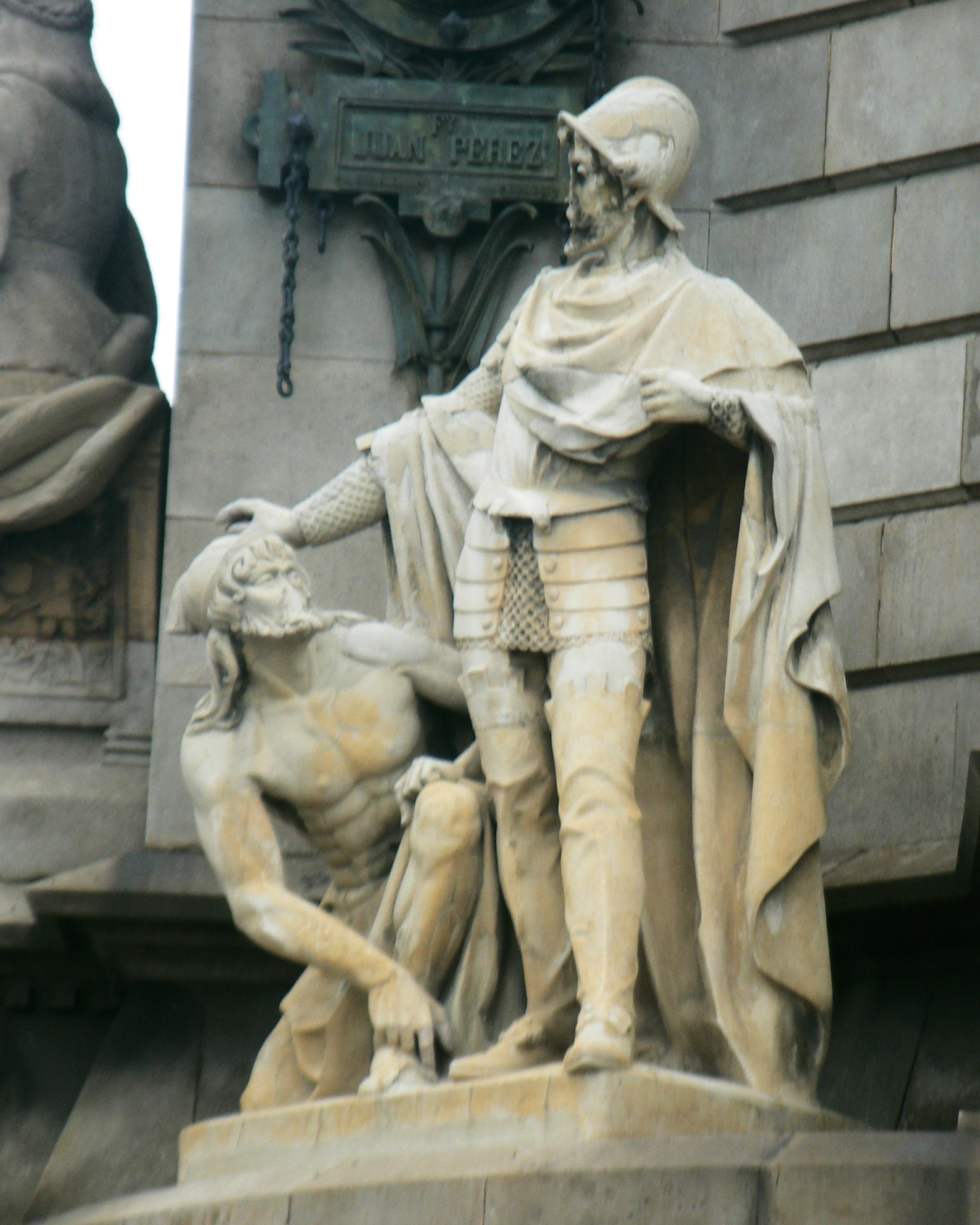
Pere Bertran Margarit. Monument a Colom de Barcelona.
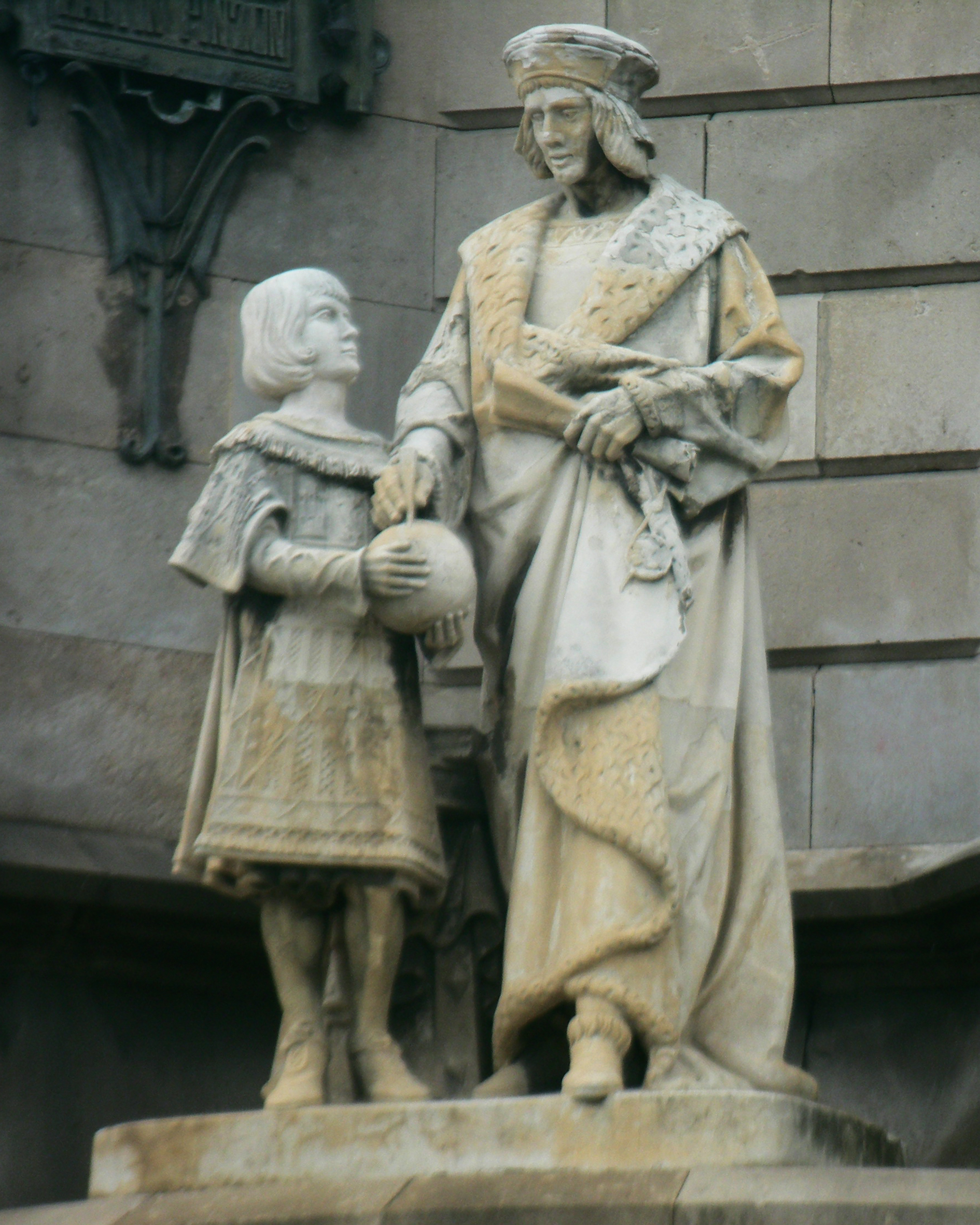
Jaume Ferrer de Blanes, ensenyant a un infant Colom.

En els altres quatre costats del cos hi són representades les escultures de fra Bernat Boïl, el capità Pere Margarit (ambdues en el front principal), Jaume Ferrer de Blanes i Lluís de Santàngel. Els dos primers representen el «triomf de la civilització», mentre que els altres dos simbolitzen «la cooperació dels mitjans, científics i materials».
- Tercer cos

És format per la columna amb la coronació que té i l'estàtua de Colom. Donat que la filosofia directriu del monument té com a finalitat atorgar una gran importància a Colom i al seu descobriment, la columna es projectà majestuosa i de gran alçada. El capitell que la corona pretén de representar el descobriment i les seves conseqüències, fent referència a la immortalitat de Colom «a qui el món sencer es deutor de gratitud eterna pels immensos beneficis que ha reportat el feliç èxit d'una empresa tan colossal». Així mateix en aquest capitell s'hi representen els honors rebuts per Colom després del descobriment, tot atorgant a l'esmentat descobriment la unió del món, representada per una corona de príncep que abraça una esfera que significa la nova part del món descoberta i sobre la qual recolza l'estàtua. L'Estàtua d'en Colom pretén de simbolitzar el «moment sublim en què l'admirable navegant, el gran científic i, per sobre de tot, el fervorós cristià trepitja per primer cop la terra del Nou Món i dirigint la mirada al Cel dona gràcies al Totpoderós pel feliç èxit amb què s'ha servit de coronar la seva empresa.»

### Polèmica i interpretació

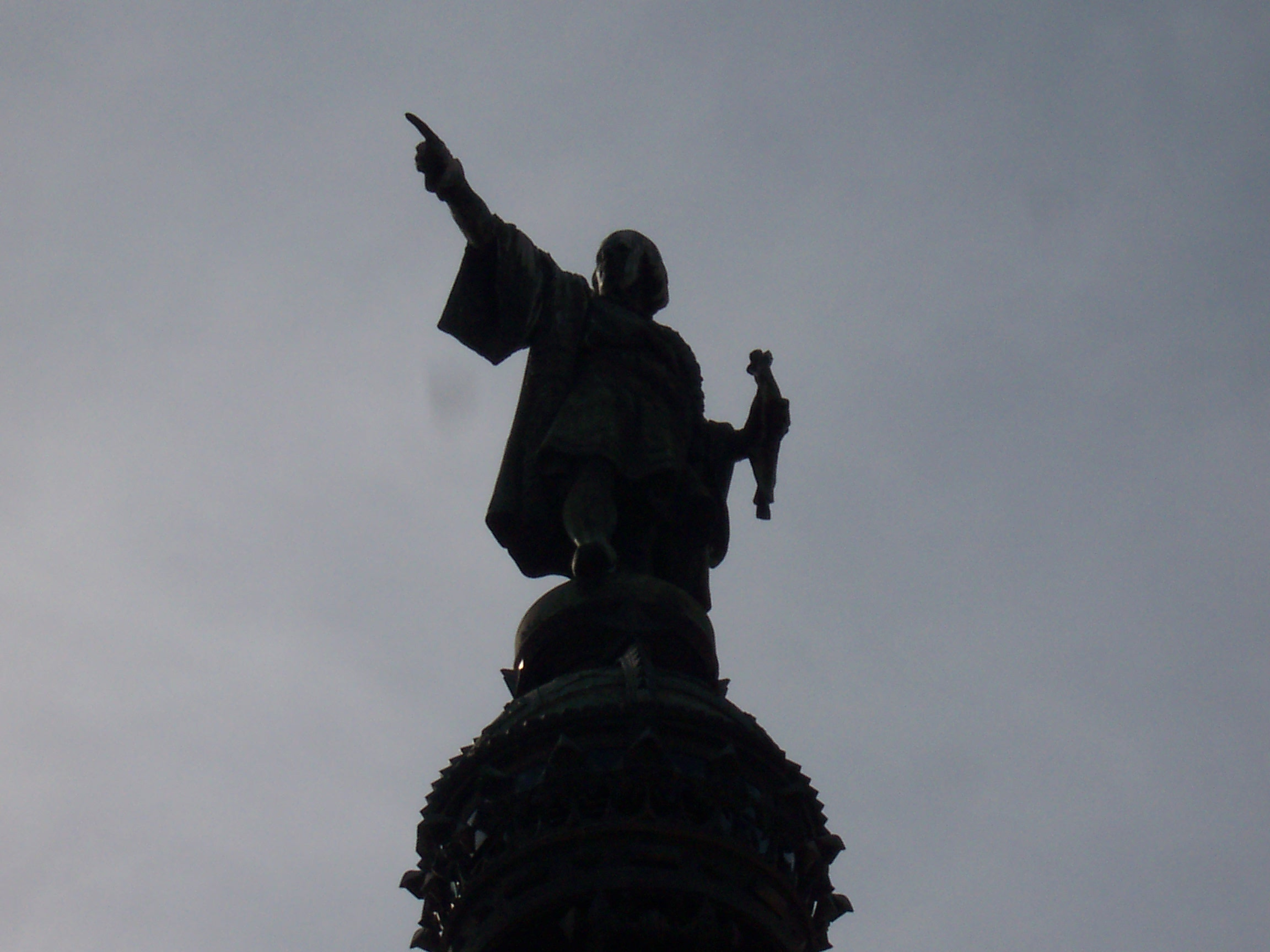
L'estàtua de Colom, a dalt del monument

L'estàtua representa Colom amb el braç dret estès i el dit índex assenyalant cap al mar. Inicialment es va dir que assenyalava Amèrica, però aquesta afirmació va crear polèmica, ja que aquest continent es troba en el sentit contrari al que assenyala el dit. Van sorgir llavors tres corrents d'opinió:
- El primer, segons el qual l'estàtua s'ha d'entendre com una metàfora, afirma que la intenció de l'autor era que Colom assenyalés cap a Amèrica, però que el públic no hauria entès que el dit hagués assenyalat cap a la Rambla, terra endins, i per això va instal·lar l'estàtua assenyalant al mar.
- El segon corrent d'opinió afirma que l'estàtua no assenyala a Amèrica, sinó a l'Índia, que era on ell volia arribar, però per una ruta alternativa que no fos per l'Imperi Turc, que no deixava passar els comerciants europeus cap a l'Àsia.
- I el tercer corrent d'opinió és que l'estàtua no assenyala la ruta cap a Amèrica, sinó cap a Gènova, la seva presumpta ciutat natal, tot i que realment assenyala directament cap a l'illa de Mallorca (on nasqué, segons una recent teoria heterodoxa).

## Galeria d'imatges

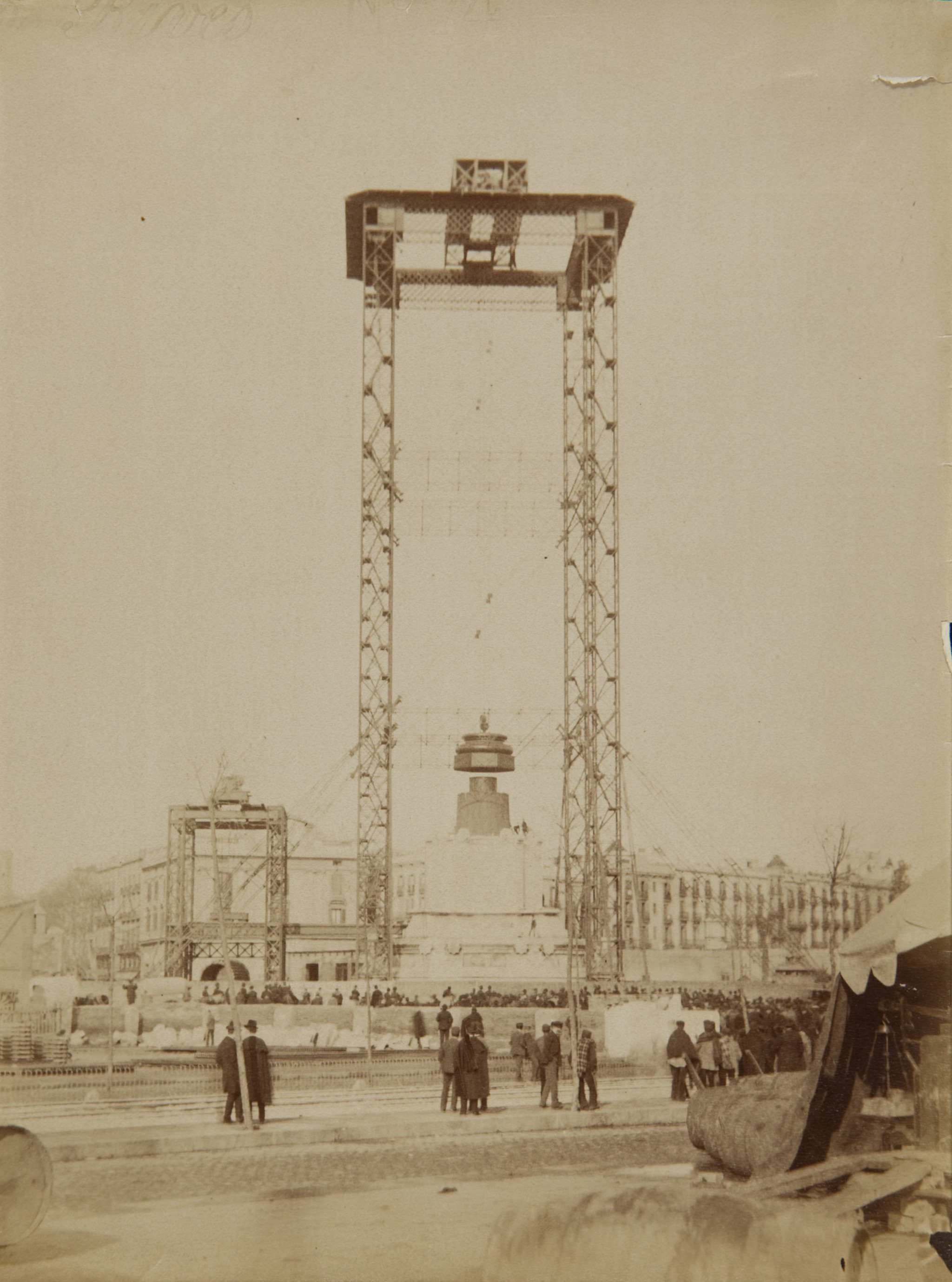
Bastida del monument (1885)
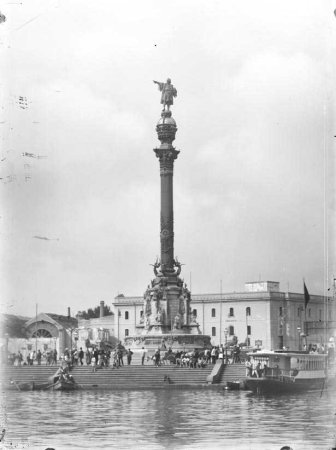
Monument a Colom (1889-1891)
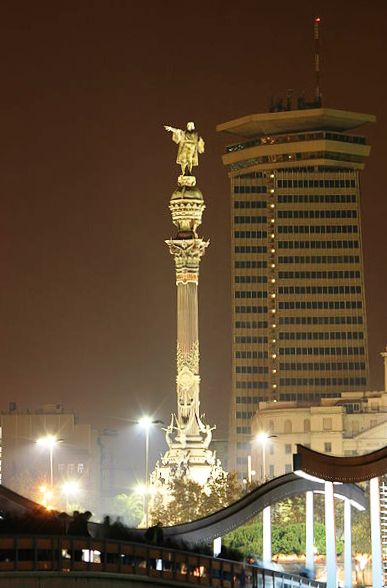
Colom de nit
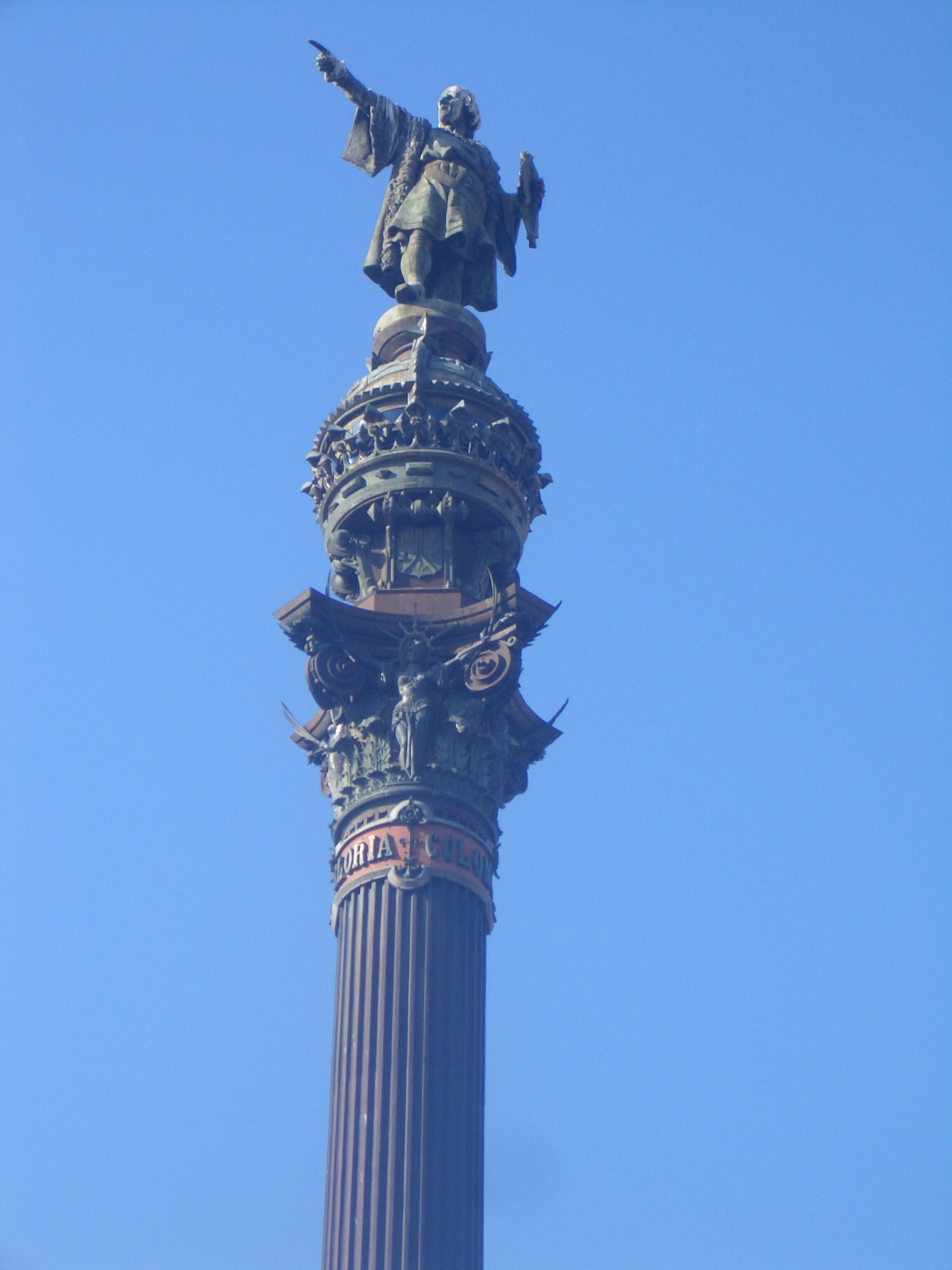
Primer pla del Monument de Colom
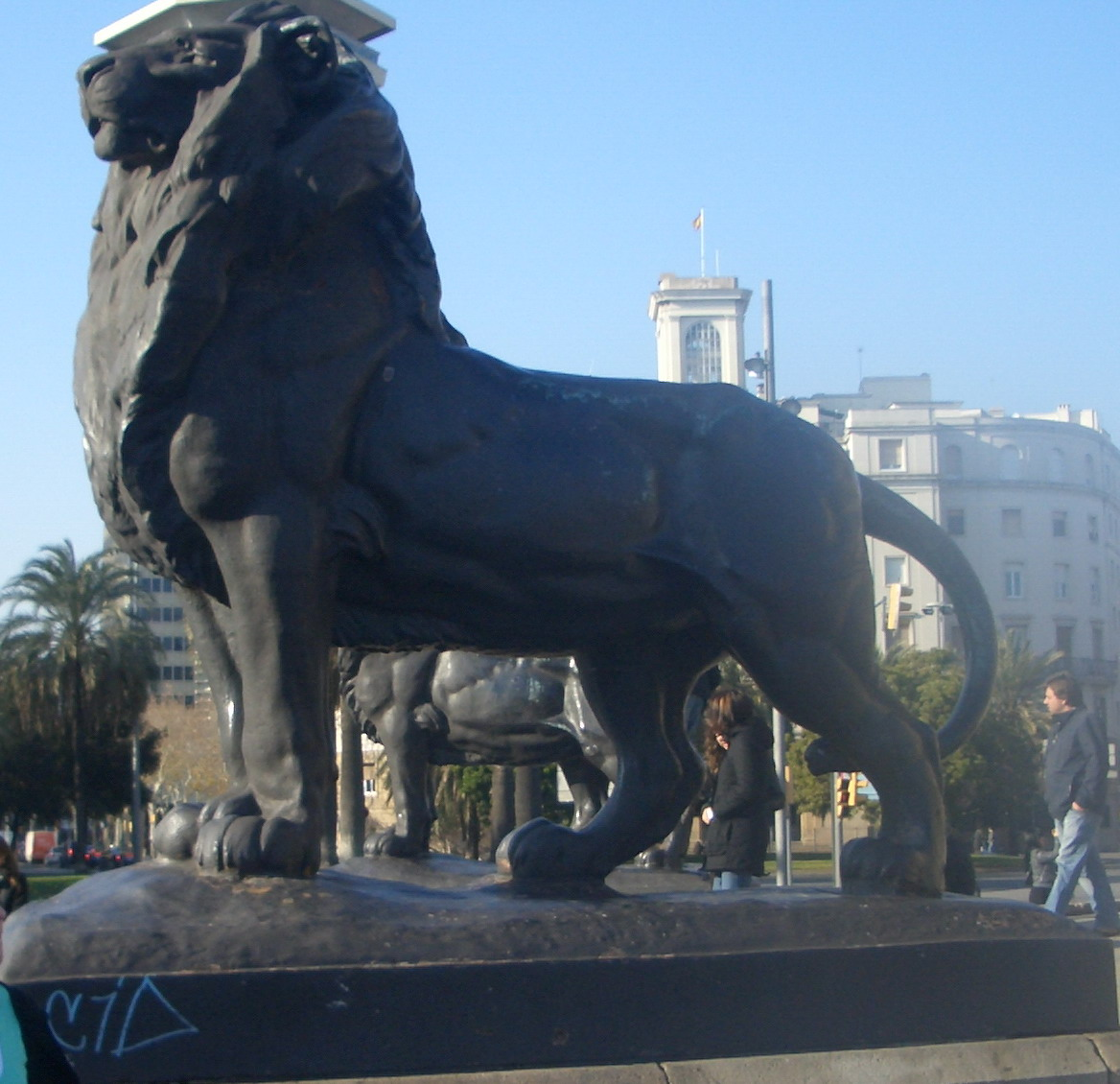
Un dels diversos lleons que envolten el monument
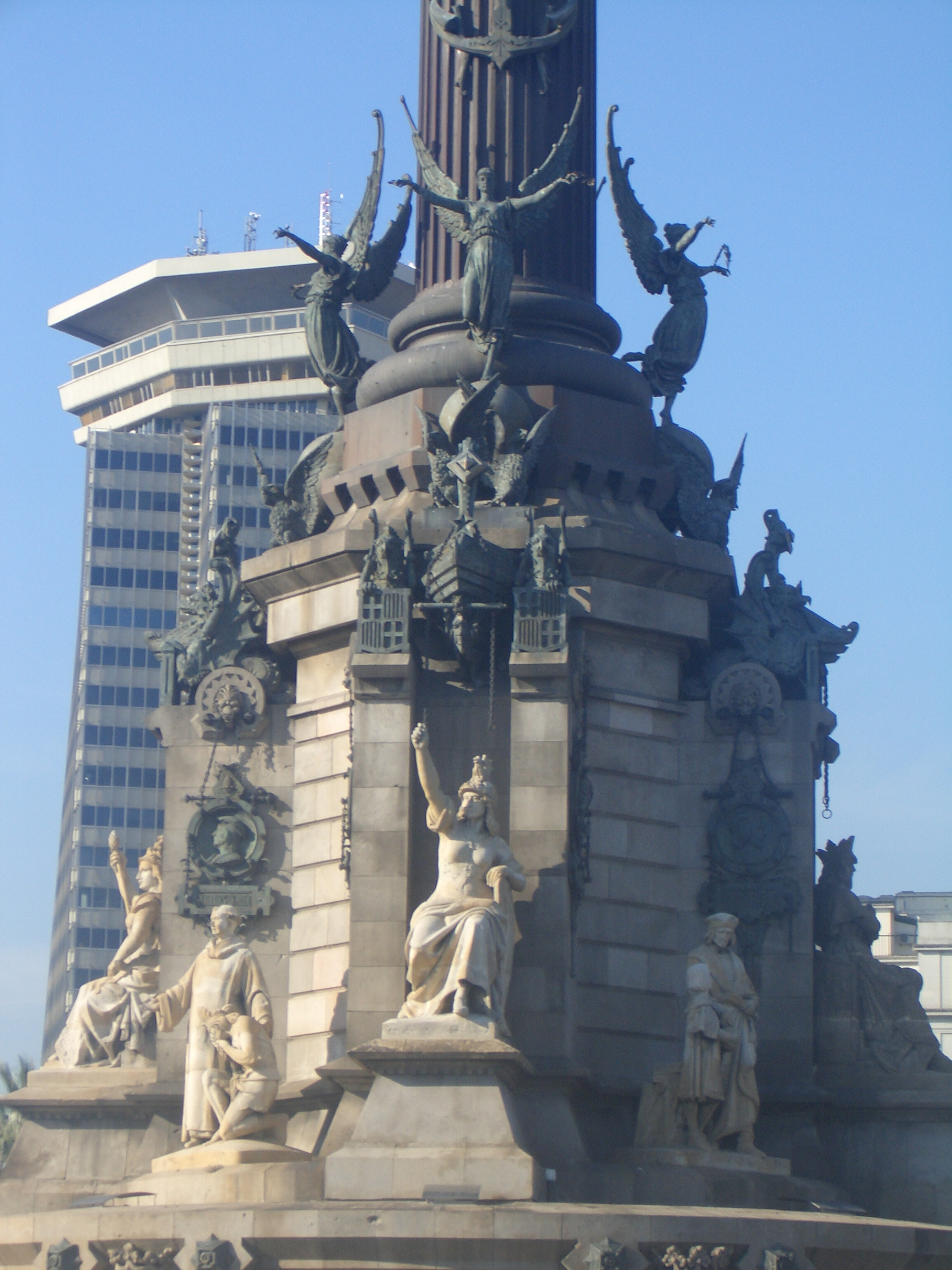
Estàtues de la base del monument
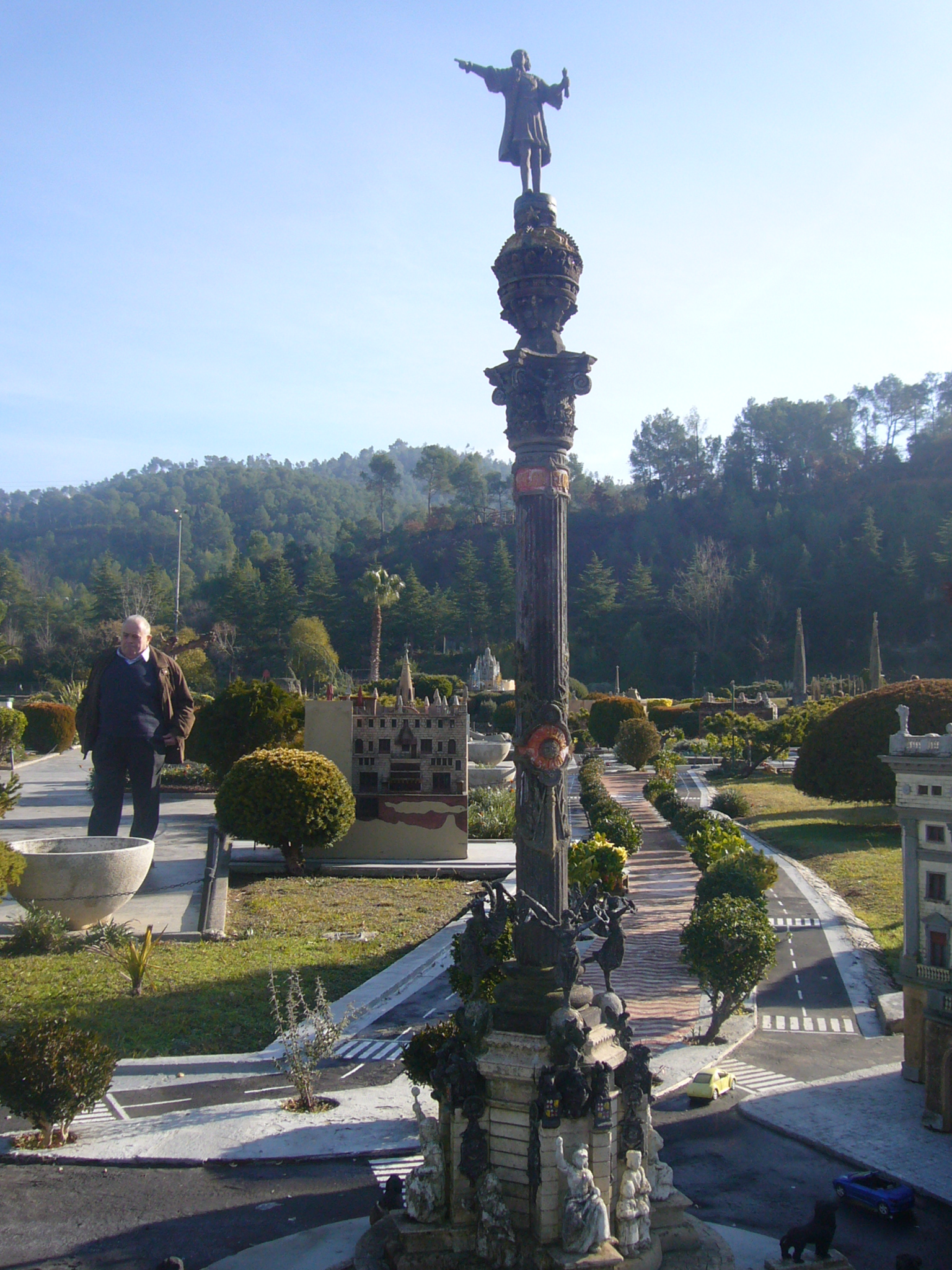
Maqueta del Monument a Colom, a Catalunya en Miniatura

## Elements escultòrics
Els següents elements són les obres que formen part del monument que han estat incloses en el catàleg raonat d'art públic editat per l'Ajuntament i la Universitat de Barcelona.
| Títol | Descripció                       | Autor/Data | Material                              | Localització                                                                          | Codi          | Imatge |
| --- | -------------------------------- | --- | ------------------------------------- | ------------------------------------------------------------------------------------- | ------------- | --- |
| Catalunya |                                  | Escultor: Pere Carbonell, restauració: Josep Miret Arquitecte: Gaietà Buigas 1888, reconstrucció 1965                                       | pedra de Monòver                      | Portal de la Pau, monument a Colom 41° 22′ 33″ N, 2° 10′ 40″ E / 41.37582°N,2.17781°E | 08019/1103-1  | Catalunya (Pere Carbonell) · Vegeu més fotos d'aquesta obra · Carregueu una nova foto d'aquesta obra                            |
| Aragó |                                  | Escultor: Josep Gamot, restauració: Josep Miret Arquitecte: Gaietà Buigas 1888, reconstrucció 1965                                          | pedra de Monòver                      | Portal de la Pau, monument a Colom 41° 22′ 33″ N, 2° 10′ 40″ E / 41.37582°N,2.17781°E | 08019/1103-2  | Aragó (Josep Gamot) · Vegeu més fotos d'aquesta obra · Carregueu una nova foto d'aquesta obra                                   |
| Lleó |                                  | Escultor: Rafael Atché, restauració: Josep Miret Arquitecte: Gaietà Buigas 1888, reconstrucció 1965                                         | pedra de Monòver                      | Portal de la Pau, monument a Colom 41° 22′ 33″ N, 2° 10′ 40″ E / 41.37582°N,2.17781°E | 08019/1103-3  | Lleó (Rafael Atché) · Vegeu més fotos d'aquesta obra · Carregueu una nova foto d'aquesta obra                                   |
| Castella |                                  | Escultor: Josep Carcassó, restauració: Josep Miret Arquitecte: Gaietà Buigas 1888, reconstrucció 1965                                       | pedra de Monòver                      | Portal de la Pau, monument a Colom 41° 22′ 33″ N, 2° 10′ 40″ E / 41.37582°N,2.17781°E | 08019/1103-4  | Castella (Josep Carcassó) · Vegeu més fotos d'aquesta obra · Carregueu una nova foto d'aquesta obra                             |
| Lluís de Santàngel | Dedicat a Lluís de Santàngel     | Escultors: Josep Gamot (esbós), Giovanni Passani (realització), restauració: Josep Miret Arquitecte: Gaietà Buigas 1888, reconstrucció 1965 | pedra calcària                        | Portal de la Pau, monument a Colom 41° 22′ 33″ N, 2° 10′ 40″ E / 41.37582°N,2.17781°E | 08019/1103-5  | Lluís de Santàngel (Giovanni Passani) · Carregueu una nova foto d'aquesta obra                                                  |
| Fra Bernat de Boïl | Dedicat a Bernat Boïl            | Escultor: Manel Fuxà, restauració: Josep Miret Arquitecte: Gaietà Buigas 1888, reconstrucció 1965                                           | pedra calcària                        | Portal de la Pau, monument a Colom 41° 22′ 33″ N, 2° 10′ 40″ E / 41.37582°N,2.17781°E | 08019/1103-6  | Fra Bernat de Boïl (Manel Fuxà) · Vegeu més fotos d'aquesta obra · Carregueu una nova foto d'aquesta obra                       |
| Jaume Ferrer de Blanes | Dedicat a Jaume Ferrer de Blanes | Escultor: Francesc Pagès, restauració: Josep Miret Arquitecte: Gaietà Buigas 1888, reconstrucció 1965                                       | pedra calcària                        | Portal de la Pau, monument a Colom 41° 22′ 33″ N, 2° 10′ 40″ E / 41.37582°N,2.17781°E | 08019/1103-7  | Jaume Ferrer de Blanes (Francesc Pagès) · Vegeu més fotos d'aquesta obra · Carregueu una nova foto d'aquesta obra               |
| Capità Margarit | Dedicat a Pere Margarit          | Escultor: Eduard B. Alentorn, restauració: Josep Miret Arquitecte: Gaietà Buigas 1888, reconstrucció 1965                                   | pedra calcària                        | Portal de la Pau, monument a Colom 41° 22′ 33″ N, 2° 10′ 40″ E / 41.37582°N,2.17781°E | 08019/1103-8  | Capità Margarit (Eduard B. Alentorn) · Vegeu més fotos d'aquesta obra · Carregueu una nova foto d'aquesta obra                  |
| 8 Lleons |                                  | Escultor: Agapit Vallmitjana i Abarca (esbós), Josep Carcassó (model) Arquitecte: Gaietà Buigas 1888                                        | ferro colat pintat negre              | Portal de la Pau, monument a Colom 41° 22′ 33″ N, 2° 10′ 40″ E / 41.37582°N,2.17781°E | 08019/1103-9  | 8 Lleons (Josep Carcassó) · Vegeu més fotos d'aquesta obra · Carregueu una nova foto d'aquesta obra                             |
| Cristòfor Colom |                                  | Escultor: Rafael Atché Arquitecte: Gaietà Buigas 1888                                                                                       | bronze (originalment daurat)          | Portal de la Pau, monument a Colom 41° 22′ 33″ N, 2° 10′ 40″ E / 41.37582°N,2.17781°E | 08019/1103-10 | Cristòfor Colom (Rafael Atché) · Vegeu més fotos d'aquesta obra · Carregueu una nova foto d'aquesta obra                        |
| Caravel·les i figures alades |                                  | Escultors: Francesc Font (esbós) Rossend Nobas (model) Arquitecte: Gaietà Buigas 1888                                                       | bronze                                | Portal de la Pau, monument a Colom 41° 22′ 33″ N, 2° 10′ 40″ E / 41.37582°N,2.17781°E | 08019/1103-13 | Caravel·les i figures alades (Rossend Nobas) · Vegeu més fotos d'aquesta obra · Carregueu una nova foto d'aquesta obra          |
| Cristòfor Colom acompanyat del seu fill demanant pa i aigua a la porta de Santa Maria de La Ràbida                                                                                   |                                  | Escultor: Josep Tenas, signat Arquitecte: Gaietà Buigas 1888, reconstruït 1929                                                              | bronze (inicialment metall bronzejat) | Portal de la Pau, monument a Colom 41° 22′ 33″ N, 2° 10′ 40″ E / 41.37582°N,2.17781°E | 08019/1103-15 | Cristòfor Colom acompanyat del seu fill (Josep Tenas) · Vegeu més fotos d'aquesta obra · Carregueu una nova foto d'aquesta obra |
| Colom davant Fra Juan Pérez de Marchena i demés pares del convent de Santa Maria explicant el seu projecte                                                                           |                                  | Escultor: desconegut Arquitecte: Gaietà Buigas 1888, reconstruït 1929                                                                       | bronze (inicialment metall bronzejat) | Portal de la Pau, monument a Colom 41° 22′ 33″ N, 2° 10′ 40″ E / 41.37582°N,2.17781°E | 08019/1103-16 | Colom davant Fra Juan Pérez de Marchena (anònim) · Vegeu més fotos d'aquesta obra · Carregueu una nova foto d'aquesta obra      |
| Presentació de l'il·lustre genovès a la Cort dels Reis Catòlics a Còrdova dos anys després de la seva entrada a Espanya                                                              |                                  | Escultor: Manel Fuxà Arquitecte: Gaietà Buigas 1888, reconstruït 1929                                                                       | bronze (inicialment metall bronzejat) | Portal de la Pau, monument a Colom 41° 22′ 33″ N, 2° 10′ 40″ E / 41.37582°N,2.17781°E | 08019/1103-17 | Presentació de l'il·lustre genovès (Manel Fuxà) · Vegeu més fotos d'aquesta obra · Carregueu una nova foto d'aquesta obra       |
| Colom davant el Consell reunit al convent de Sant Esteve de Salamanca |                                  | Escultor: Pere Carbonell, signat Arquitecte: Gaietà Buigas 1888, reconstruït 1929                                                           | bronze (inicialment metall bronzejat) | Portal de la Pau, monument a Colom 41° 22′ 33″ N, 2° 10′ 40″ E / 41.37582°N,2.17781°E | 08019/1103-18 | Colom davant el Consell (Pere Carbonell) · Vegeu més fotos d'aquesta obra · Carregueu una nova foto d'aquesta obra              |
| Entrevista de Colom amb els Reis Catòlics a Santa Fe on aquells li ofereixen protecció per realitzar la seva empresa                                                                 |                                  | Escultor: desconegut Arquitecte: Gaietà Buigas 1888, reconstruït 1929                                                                       | bronze (inicialment metall bronzejat) | Portal de la Pau, monument a Colom 41° 22′ 33″ N, 2° 10′ 40″ E / 41.37582°N,2.17781°E | 08019/1103-19 | Entrevista de Colom amb els Reis Catòlics (anònim) · Vegeu més fotos d'aquesta obra · Carregueu una nova foto d'aquesta obra    |
| Embarcament del gran marí al port de Palos el 3 d'agost de 1492 |                                  | Escultor: Manel Fuxà, signat Arquitecte: Gaietà Buigas 1888, reconstruït 1929                                                               | bronze (inicialment metall bronzejat) | Portal de la Pau, monument a Colom 41° 22′ 33″ N, 2° 10′ 40″ E / 41.37582°N,2.17781°E | 08019/1103-20 | Embarcament del gran marí (Manel Fuxà) · Vegeu més fotos d'aquesta obra · Carregueu una nova foto d'aquesta obra                |
| Descobriment del Nou Món |                                  | Escultor: desconegut Arquitecte: Gaietà Buigas 1888, reconstruït 1929                                                                       | bronze (inicialment metall bronzejat) | Portal de la Pau, monument a Colom 41° 22′ 33″ N, 2° 10′ 40″ E / 41.37582°N,2.17781°E | 08019/1103-21 | Descobriment del Nou Món (anònim) · Vegeu més fotos d'aquesta obra · Carregueu una nova foto d'aquesta obra                     |
| Colom a la Ciutat Comtal i de retorn de la seva esbalaïdora expedició deposa generosament als peus dels nostres catòlics monarques les primícies d'un sòl verge conquerit sense sang |                                  | Escultor: Pere Carbonell, signat Arquitecte: Gaietà Buigas 1888, reconstruït 1929                                                           | bronze (inicialment metall bronzejat) | Portal de la Pau, monument a Colom 41° 22′ 33″ N, 2° 10′ 40″ E / 41.37582°N,2.17781°E | 08019/1103-22 | Colom a la Ciutat Comtal (Pere Carbonell) · Vegeu més fotos d'aquesta obra · Carregueu una nova foto d'aquesta obra             |
| Martín Alonso Pinzón |                                  | Escultor: Rossend Nobas Arquitecte: Gaietà Buigas 1888, reconstruït 1929                                                                    | bronze                                | Portal de la Pau, monument a Colom 41° 22′ 33″ N, 2° 10′ 40″ E / 41.37582°N,2.17781°E | 08019/1103-23 | Martín Alonso Pinzón (Rossend Nobas) · Vegeu més fotos d'aquesta obra · Carregueu una nova foto d'aquesta obra                  |
| Vicente Pinzón |                                  | Escultor: Josep Llimona Arquitecte: Gaietà Buigas 1888, reconstruït 1929                                                                    | bronze                                | Portal de la Pau, monument a Colom 41° 22′ 33″ N, 2° 10′ 40″ E / 41.37582°N,2.17781°E | 08019/1103-24 | Vicente Pinzón (Josep Llimona) · Vegeu més fotos d'aquesta obra · Carregueu una nova foto d'aquesta obra                        |
| Ferran V de Castella i II d'Aragó |                                  | Escultor: Francesc Pagès Arquitecte: Gaietà Buigas 1888, reconstruït 1929                                                                   | bronze                                | Portal de la Pau, monument a Colom 41° 22′ 33″ N, 2° 10′ 40″ E / 41.37582°N,2.17781°E | 08019/1103-25 | Ferran V de Castella i II d'Aragó (Francesc Pagès) · Vegeu més fotos d'aquesta obra · Carregueu una nova foto d'aquesta obra    |
| Isabel I de Castella |                                  | Escultor: Antoni Vilanova Arquitecte: Gaietà Buigas 1888, reconstruït 1929                                                                  | bronze                                | Portal de la Pau, monument a Colom 41° 22′ 33″ N, 2° 10′ 40″ E / 41.37582°N,2.17781°E | 08019/1103-26 | Isabel I de Castella (Antoni Vilanova) · Vegeu més fotos d'aquesta obra · Carregueu una nova foto d'aquesta obra                |
| Fra Juan Pérez |                                  | Escultor: Eduard B. Alentorn Arquitecte: Gaietà Buigas 1888, reconstruït 1929                                                               | bronze                                | Portal de la Pau, monument a Colom 41° 22′ 33″ N, 2° 10′ 40″ E / 41.37582°N,2.17781°E | 08019/1103-27 | Fra Juan Pérez (Eduard B. Alentorn) · Vegeu més fotos d'aquesta obra · Carregueu una nova foto d'aquesta obra                   |
| Fra Antonio de Marchena |                                  | Escultor: Pere Carbonell Arquitecte: Gaietà Buigas 1888, reconstruït 1929                                                                   | bronze                                | Portal de la Pau, monument a Colom 41° 22′ 33″ N, 2° 10′ 40″ E / 41.37582°N,2.17781°E | 08019/1103-28 | Fra Antonio de Marchena (Pere Carbonell) · Vegeu més fotos d'aquesta obra · Carregueu una nova foto d'aquesta obra              |
| Marquès de Moya, Andrés de Cabrera |                                  | Escultor: Manel Fuxà Arquitecte: Gaietà Buigas 1888, reconstruït 1929                                                                       | bronze                                | Portal de la Pau, monument a Colom 41° 22′ 33″ N, 2° 10′ 40″ E / 41.37582°N,2.17781°E | 08019/1103-29 | Marquès de Moya (Manel Fuxà) · Vegeu més fotos d'aquesta obra · Carregueu una nova foto d'aquesta obra                          |
| Marquesa de Moya, Beatriz de Bovadilla |                                  | Escultor: Josep Carcassó Arquitecte: Gaietà Buigas 1888, reconstruït 1929                                                                   | bronze                                | Portal de la Pau, monument a Colom 41° 22′ 33″ N, 2° 10′ 40″ E / 41.37582°N,2.17781°E | 08019/1103-30 | Marquesa de Moya (Josep Carcassó) · Vegeu més fotos d'aquesta obra · Carregueu una nova foto d'aquesta obra                     |
| Escut de Colom |                                  | Escultor: Lluís Ferreri Arquitecte: Gaietà Buigas 1888                                                                                      | ferro daurat                          | Portal de la Pau, monument a Colom 41° 22′ 33″ N, 2° 10′ 40″ E / 41.37582°N,2.17781°E | 08019/1103-32 | Escut de Colom (Lluís Ferreri) · Vegeu més fotos d'aquesta obra · Carregueu una nova foto d'aquesta obra                        |
| Escut de Huelva |                                  | Escultor: Lluís Ferreri Arquitecte: Gaietà Buigas 1888                                                                                      | pedra calcària                        | Portal de la Pau, monument a Colom 41° 22′ 33″ N, 2° 10′ 40″ E / 41.37582°N,2.17781°E | 08019/1103-33 | Escut de Huelva (Lluís Ferreri) · Vegeu més fotos d'aquesta obra · Carregueu una nova foto d'aquesta obra                       |
| Escut de Còrdova |                                  | Escultor: Lluís Ferreri Arquitecte: Gaietà Buigas 1888                                                                                      | pedra calcària                        | Portal de la Pau, monument a Colom 41° 22′ 33″ N, 2° 10′ 40″ E / 41.37582°N,2.17781°E | 08019/1103-34 | Escut de Còrdova (Lluís Ferreri) · Vegeu més fotos d'aquesta obra · Carregueu una nova foto d'aquesta obra                      |
| Escut de Salamanca |                                  | Escultor: Lluís Ferreri Arquitecte: Gaietà Buigas 1888                                                                                      | pedra calcària                        | Portal de la Pau, monument a Colom 41° 22′ 33″ N, 2° 10′ 40″ E / 41.37582°N,2.17781°E | 08019/1103-35 | Escut de Salamanca (Lluís Ferreri) · Vegeu més fotos d'aquesta obra · Carregueu una nova foto d'aquesta obra                    |
| Escut de Santa Fe |                                  | Escultor: Lluís Ferreri Arquitecte: Gaietà Buigas 1888                                                                                      | pedra calcària                        | Portal de la Pau, monument a Colom 41° 22′ 33″ N, 2° 10′ 40″ E / 41.37582°N,2.17781°E | 08019/1103-36 | Escut de Santa Fe (Lluís Ferreri) · Vegeu més fotos d'aquesta obra · Carregueu una nova foto d'aquesta obra                     |
| Escut de Moguer |                                  | Escultor: Lluís Ferreri Arquitecte: Gaietà Buigas 1888                                                                                      | pedra calcària                        | Portal de la Pau, monument a Colom 41° 22′ 33″ N, 2° 10′ 40″ E / 41.37582°N,2.17781°E | 08019/1103-37 | Escut de Palos de Moguer (Lluís Ferreri) · Vegeu més fotos d'aquesta obra · Carregueu una nova foto d'aquesta obra              |
| Escut de Puerto Rico |                                  | Escultor: Lluís Ferreri Arquitecte: Gaietà Buigas 1888                                                                                      | pedra calcària                        | Portal de la Pau, monument a Colom 41° 22′ 33″ N, 2° 10′ 40″ E / 41.37582°N,2.17781°E | 08019/1103-38 | Escut de Puerto Rico (Lluís Ferreri) · Vegeu més fotos d'aquesta obra · Carregueu una nova foto d'aquesta obra                  |
| Escut de Cuba |                                  | Escultor: Lluís Ferreri Arquitecte: Gaietà Buigas 1888                                                                                      | pedra calcària                        | Portal de la Pau, monument a Colom 41° 22′ 33″ N, 2° 10′ 40″ E / 41.37582°N,2.17781°E | 08019/1103-39 | Escut de Cuba (Lluís Ferreri) · Vegeu més fotos d'aquesta obra · Carregueu una nova foto d'aquesta obra                         |
| Escut de Barcelona |                                  | Escultor: Lluís Ferreri Arquitecte: Gaietà Buigas 1888                                                                                      | pedra calcària                        | Portal de la Pau, monument a Colom 41° 22′ 33″ N, 2° 10′ 40″ E / 41.37582°N,2.17781°E | 08019/1103-40 | Escut de Barcelona (Lluís Ferreri) · Vegeu més fotos d'aquesta obra · Carregueu una nova foto d'aquesta obra                    |
| Al·legories dels Quatre Continents |                                  | Disseny: Leoncio Serra Arquitecte: Gaietà Buigas 1888                                                                                       | bronze                                | Portal de la Pau, monument a Colom 41° 22′ 33″ N, 2° 10′ 40″ E / 41.37582°N,2.17781°E | 08019/1103-41 | Al·legories dels Quatre Continents (Leoncio Serra) · Carregueu una nova foto d'aquesta obra                                     |